# Festuca nigrescens
Festuca nigrescens là một loài thực vật có hoa trong họ Hòa thảo. Loài này được Lam. mô tả khoa học đầu tiên năm 1788.